# Psychomyia ctenophora
Psychomyia ctenophora là một loài Trichoptera trong họ Psychomyiidae. Chúng phân bố ở miền Cổ bắc.